# برتی دیویس (بازیکن فوتبال)
برتی دیویس (انگلیسی: Bertie Davis؛ 30 March 1897 – ۱۹۷۳ (۷۵−۷۶ سال)) بازیکن فوتبال بود.